# Lloyd Glasspool
Lloyd Glasspool (født 19. november 1993 i Redditch, England, Storbritannien) er en professionel tennisspiller fra Storbritannien.